# ドーリャ (行政区画)
ドーリャ（ロシア語: Доля）は帝政ロシアの行政区画の単位である。
1710年にピョートル1世が導入し、グベールニヤ（県）の下位区分として用いられた。1775年にエカテリーナ2世の行政改革によってウエズドに置き換えられる形で廃止された。